# Didouche Mourad
Didouche Mourad är en ort i Algeriet.   Den ligger i provinsen Constantine, i den norra delen av landet, 300 km öster om huvudstaden Alger. Didouche Mourad ligger 537 meter över havet och antalet invånare är 25 764.
Terrängen runt Didouche Mourad är kuperad. Runt Didouche Mourad är det tätbefolkat, med 411 invånare per kvadratkilometer. Närmaste större samhälle är Constantine, 9,9 km söder om Didouche Mourad. Trakten runt Didouche Mourad består till största delen av jordbruksmark.